# Зимин, Николай Петрович
Никола́й Петро́вич Зи́мин (1849, Кириллов, Новгородская губерния — 4 июня 1909) — русский инженер-механик (гидротехник), общественный деятель. Разработчик проекта Мытищинского водопровода, Рублёвской водопроводной станции, инициатор соединения Мытищинского и Москворецкого водопроводов в 1907 году.

## Биография
Родился во второй половине 1849 года, так как в Красносельском синоднике записан как усопший 4 июня 1909 года, на 59 году от роду. Детство провел в городе Кириллове Новгородской губернии. Начальное образование получил в Вологодской гимназии. Окончив в 1873 году Императорское Московское техническое училище с золотой медалью, Николай Петрович получил звание инженера-механика.
В 1875 году Зимин в качестве младшего техника устраивается на работу в Московский водопровод. Через некоторое время получает повышение, в связи с которым он теперь заведует всеми скважинами и насосными станциями. Чуть позже становится и главным инженером. В 1882 году под его руководством строится Преображенский водопровод.
В 1884—1893 годах он проектирует и строит новый Мытищинский водопровод. При этом он сталкивается с некоторыми проблемами при принятии проекта городской думой. Из своих расчётов Зимин предлагает подавать 43 тысячи кубометров воды в сутки, но купцы и промышленники из городской думы ему не поверили и пригласили иностранных инженеров. Один из них, саксонец Генох, заключил, что подавать можно до 110 тысяч кубометров воды в сутки, и другой, немецкий инженер Зальбах, в своих расчётах пришёл к такому же выводу. Зимин продолжал настаивать на своей точке зрения, и тогда к проекту подключили Русское техническое общество. Комиссия этого общества подтвердила ошибочность заключений иностранных инженеров, но и рассчитала всего 18 тысяч кубометров воды в сутки. Но производительность Мытищинских источников, как мы можем судить сейчас, наиболее верно была рассчитана именно Зиминым, кроме того, это их предельная производительность.
В 1885 году было принято решение о строительстве Мытищинского водопровода. Ответственными были назначены Зимин, Дункер и Забаев. Строительство Мытищинского водопровода заняло около трёх лет, и в конце 1892 года он был запущен. Общая протяжённость нового водопровода составила 110 км.
Кроме инженерных проектов Зимин активно противостоял городской думе в вопросе управления водопроводом. Городская дума собиралась отдать управление водопроводом немцам, но Зимин настаивал, что иностранцы здесь будут зарабатывать деньги, но не работать на качество. В итоге прислушались к его точке зрения.
В 1895 году Николай Петрович сообщил властям, что рост города повлечёт за собой недостаток воды, и на его взгляд, единственным выходом из назревающей проблемы будет строительство нового водопровода на реке Москве. В этом же году было выделено 115 тысяч рублей на изучение лучших водопроводов в Европе и Америке. В командировку за границу отправился и Зимин.

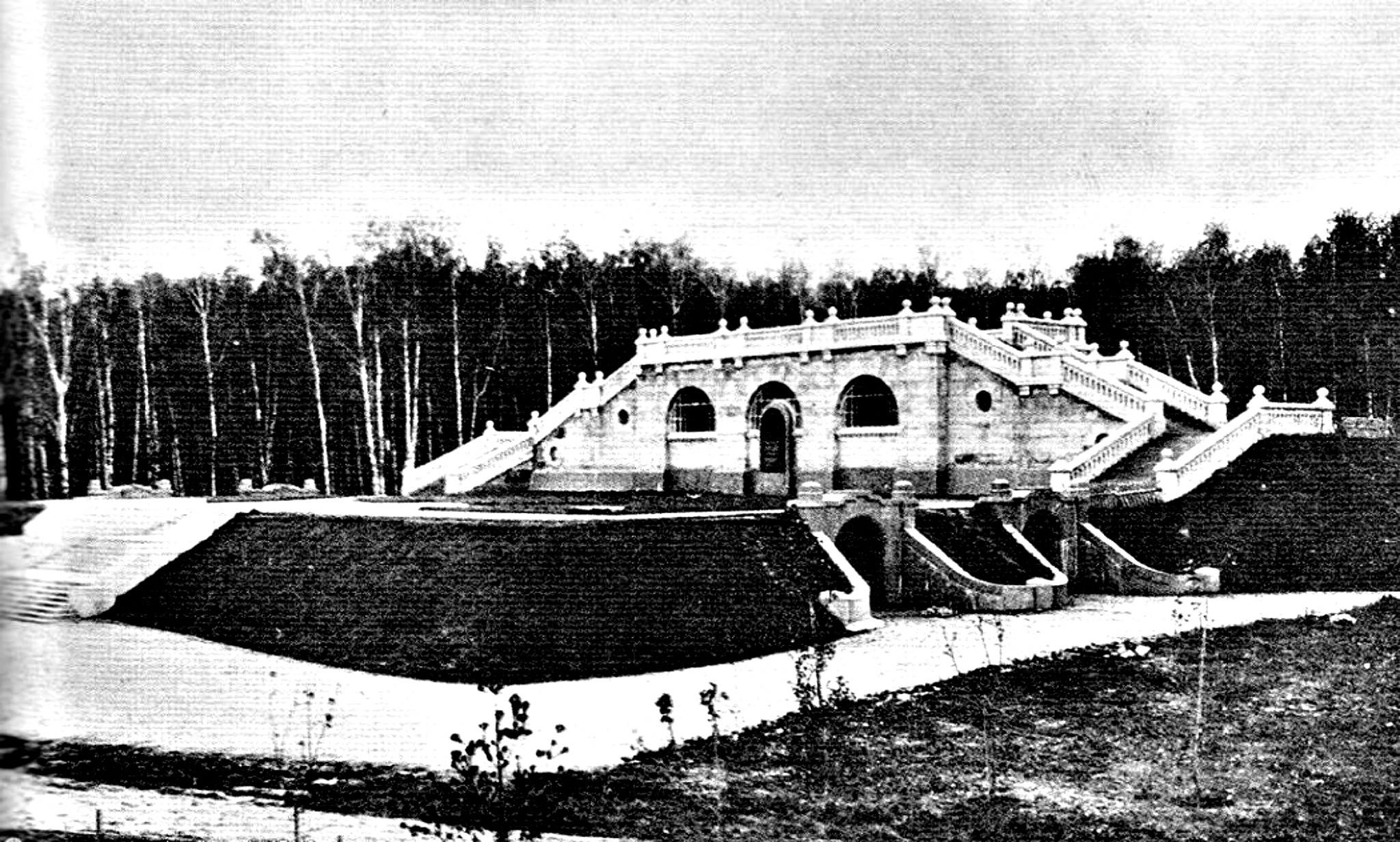
Воробьёвский резервуар Москворецкого водопровода в 1909 году

Именно Зимин в 1898 году настоял на строительстве водозаборного сооружения и насосной станции первого подъёма на берегу Москва-реки. В 1900—1901 годах под руководством Николая Петровича был окончательно разработан проект Москворецкого водопровода. 26 декабря 1901 года была произведена тестовая подача воды с Рублевской водокачки в Воробьевский резервуар. В 1902 году все основные сооружения водопровода были уже готовы. И тут из-за разногласий с городским управлением в области технического оснащения фильтров Зимин подал в отставку. Он в одиночку пытался убедить остальных в эффективности американских фильтров, но другие специалисты, поддерживаемые городской думой, настояли на английском варианте (уже в 1904 году во время половодья английские фильтры оказались непригодными).

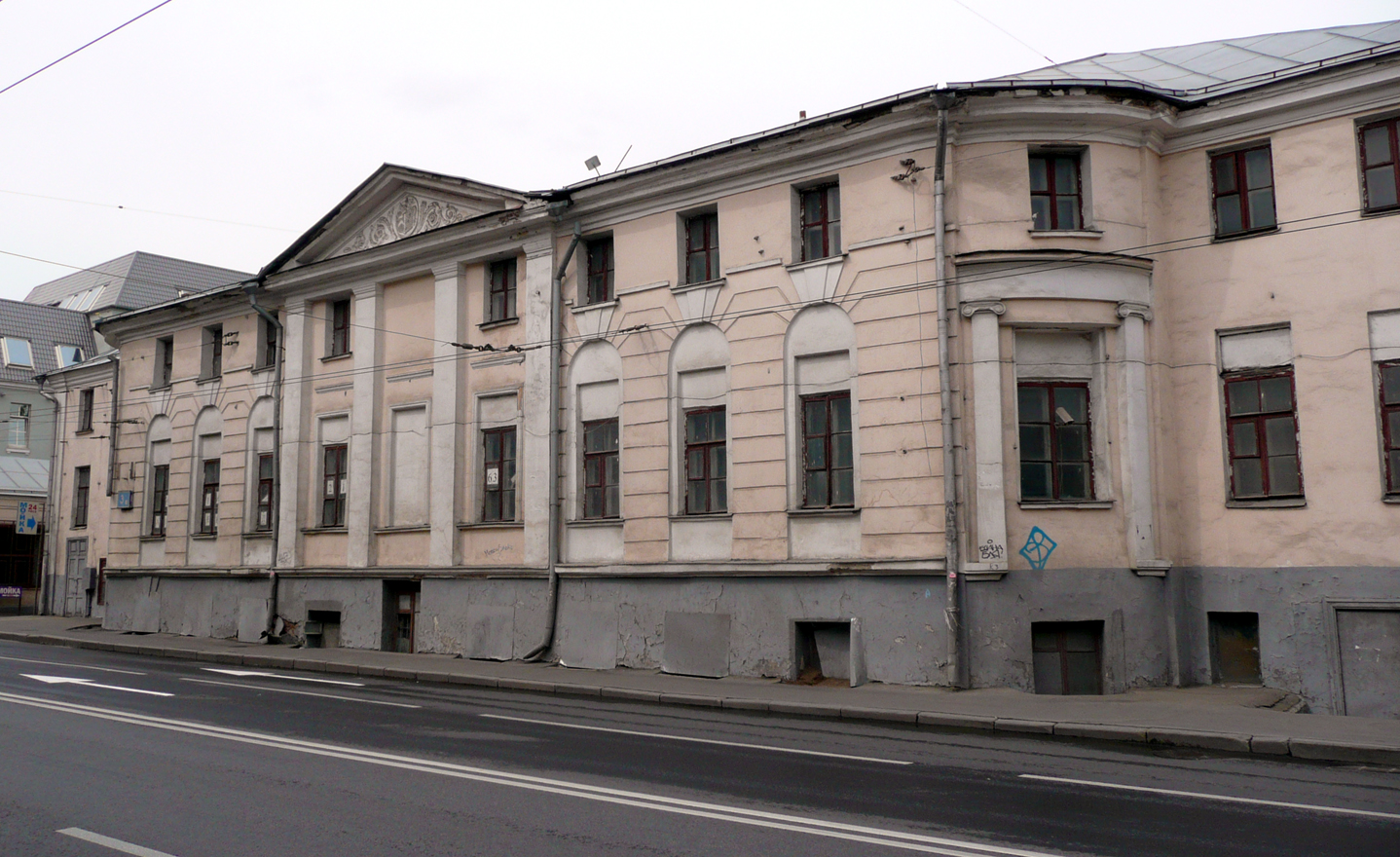
Дом инженера Зимина на Спартаковской, 3

Зимин разработал проекты водопроводов в Царицыне, Самаре, Рыбинске, Тобольске, Тамбове и Шуе. Представлял свой проект нижегородского водопровода на Всероссийской выставке в Нижнем Новгороде. В 1905 году строительство водопровода по проекту Зимина началось и в Перми.
Зимин также создал конструкцию самого распространённого пожарного гидранта ПГ-5 (подземного пожарного гидрант московского типа). Эти гидранты до сих пор применяются практически во всех городах России. Член Московского архитектурного общества. Имел награды: орден Святого Станислава 3-й степени (1883).
Николай Петрович Зимин скончался 4 июня 1909 года в возрасте 59 лет.